# Ralph Näf
Ralph Näf (Kirchberg, 10 de mayo de 1980) es un deportista suizo que compitió en ciclismo de montaña en la disciplina de campo a través.
Ganó seis medallas en el Campeonato Mundial de Ciclismo de Montaña entre los años 2003 y 2012, y once medallas en el Campeonato Europeo de Ciclismo de Montaña entre los años 2003 y 2014.
Además, obtuvo una medalla de oro en el Campeonato Mundial de Ciclismo de Montaña en Maratón de 2006 y dos medallas  de oro en el Campeonato Europeo de Ciclismo de Montaña en Maratón, en los años 2006 y 2010.
Participó en dos Juegos Olímpicos de Verano, en los años 2004 y 2012, ocupando el sexto lugar en Atenas 2004, en la prueba individual.

## Medallero internacional
| Campeonato Mundial | Campeonato Mundial           | Campeonato Mundial | Campeonato Mundial         |
| Año                | Lugar                        | Medalla            | Competición                |
| ------------------ | ---------------------------- | ------------------ | -------------------------- |
| 2003               | Lugano (Suiza)               | Medalla de plata   | Campo a través por relevos |
| 2004               | Les Gets (Francia)           | Medalla de plata   | Campo a través por relevos |
| 2007               | Fort William (Reino Unido)   | Medalla de plata   | Campo a través             |
| 2008               | Val di Sole (Italia)         | Medalla de bronce  | Campo a través             |
| 2010               | Mont-Sainte-Anne (Canadá)    | Medalla de oro     | Campo a través por relevos |
| 2012               | Leogang/Saalfelden (Austria) | Medalla de oro     | Eliminación                |
| Campeonato Europeo |                              |                    |                            |
| Año                | Lugar                        | Medalla            | Competición                |
| 2003               | Graz (Austria)               | Medalla de oro     | Campo a través             |
| 2003               | Graz (Austria)               | Medalla de oro     | Campo a través por relevos |
| 2004               | Wałbrzych (Polonia)          | Medalla de oro     | Campo a través por relevos |
| 2004               | Wałbrzych (Polonia)          | Medalla de bronce  | Campo a través             |
| 2006               | Lamosano (Italia)            | Medalla de oro     | Campo a través por relevos |
| 2006               | Lamosano (Italia)            | Medalla de bronce  | Campo a través             |
| 2009               | Zoetermeer (Países Bajos)    | Medalla de oro     | Campo a través             |
| 2009               | Zoetermeer (Países Bajos)    | Medalla de plata   | Campo a través por relevos |
| 2010               | Haifa (Israel)               | Medalla de oro     | Campo a través por relevos |
| 2012               | Moscú (Rusia)                | Medalla de bronce  | Campo a través             |
| 2014               | St. Wendel (Alemania)        | Medalla de plata   | Eliminación                |

| Campeonato Mundial | Campeonato Mundial           | Campeonato Mundial | Campeonato Mundial |
| Año                | Lugar                        | Medalla            | Competición        |
| ------------------ | ---------------------------- | ------------------ | ------------------ |
| 2006               | Le Bourg-d'Oisans] (Francia) | Medalla de oro     | Campo a través     |
| Campeonato Europeo |                              |                    |                    |
| Año                | Lugar                        | Medalla            | Competición        |
| 2006               | Tambre (Italia)              | Medalla de oro     | Campo a través     |
| 2010               | Montebelluna (Italia)        | Medalla de oro     | Campo a través     |